# Villagarzón
Villagarzón est une municipalité située dans le département de Putumayo en Colombie.